# Станко Иванович
Станко Иванович (на сръбски: Станко Ивановић или Stanko Ivanović) е сръбски просветен деец и духовник, деец на Сръбската пропаганда в Македония.

## Биография
Роден е в 1870 година в черногорската столица Цетине. Завършва основно училище и гимназия в Цетине в 1887 година. След това в 1889 година завършва два класа на Богословската семинария в Кишинев и в 1890 година трети, последен клас на Богословското педагогическо училище в Цетине. Завършва пълното Белградско педагогическо училище с учителски изпит в 1891 година и пълен четиригодишен курс на Киевската духовна академия с бакалавърска степен в 1897 година.
Работил като учител в Сърбия. Заминава за Османската империя и преподава в Призренската семинария. В 1898 година заминава за Скопие и преподава в Скопската сръбска гимназия до 1902 година. Българският революционен комитет в града прави опит да го убие в 1901 година, но атентатът е неуспешен и Иванович е само ранен.
Ръкоположен е за свещеник в 1903 година и по-късно служи като енорийски свещеник в Осипаоница, окръжен протопрезвитер във Валево и в Скопие. Участва в Балканските войни (1912 – 1913) и в Първата световна война (1914 – 1918) като свещеник в Дринската дивизия. Интерниран в лагера Ашах на река Дунав, Австрия. През февруари 1921 година е назначен за ректор на Цетинската семинария. Подава оставка през януари 1926 година заради конфронтация с митрополит Гавриил Дожич и лошо сътрудничество с учителите. Умира като енорийски свещеник в мисионерската енория на остров Вис. Погребан е пред Влашката църква в Цетине. Превежда от църковнославянски „Молитвеник за войниците“. Автор е редица статии с богословско и нравствено съдържание, които публикува в църковните периодични издания.
Умира на 18 октомври 1927 година на Вис.